# Średni Groń (Lubań)
Średni Groń (1211) – szczyt w masywie Lubania w Paśmie Lubania w Gorcach, często traktowany jako drugi wierzchołek Lubania. Obydwa wierzchołki mają tę samą wysokość i oddalone są od siebie o 520 m. Pomiędzy nimi jest niemal płaska polana Wierch Lubania.
Średni Groń jest porośnięty lasem. Na jego szczycie graniczą z sobą trzy miejscowości: Krośnica, Grywałd i Ochotnica Dolna, a na grzbiecie około 100 m dalej na wschód Tylmanowa (wszystkie w województwie małopolskim, w powiecie nowotarskim). Na szczycie Średniego Gronia znajdują się kopce graniczne. W dawnych czasach, gdy przesądy zabraniały chować samobójców na cmentarzach, chowano ich na granicach wsi, w miejscach jak najbardziej odległych od miejsc zamieszkałych. Średni Groń był takim właśnie miejscem. Zwłoki samobójców wyciągano tu koniem na tzw. „bosym wozie” i przykrywano gałęziami. Było 5 takich pochówków.
Szlaki turystyczne
 Główny Szlak Beskidzki, odcinek: Krościenko nad Dunajcem – Kopia Góra – Marszałek – Jaworzyna Ligasowska – Średni Groń – Wierch Lubania – Lubań. Odległość 9,5 km, suma podejść 820 m, suma zejść 50 m, czas przejścia: 3 godz. 45 min, z powrotem 2 godz. 30 min.
 Tylmanowa (Baszta) – Makowica – Czerteż – Pasterski Wierch – Średni Groń. Odległość 5,5 km, suma podejść 850 m, suma zejść 40 m, czas przejścia 2 godz. 30 min, z powrotem 1 godz. 20 min.